# NGC 4622
NGC 4622 est une galaxie spirale située dans la constellation du Centaure. Sa vitesse par rapport au fond diffus cosmologique est de 4 654 ± 44 km/s, ce qui correspond à une distance de Hubble de 68,6 ± 4,9 Mpc (∼224 millions d'al). NGC 4622 a été découverte par l'astronome britannique John Herschel en 1834.

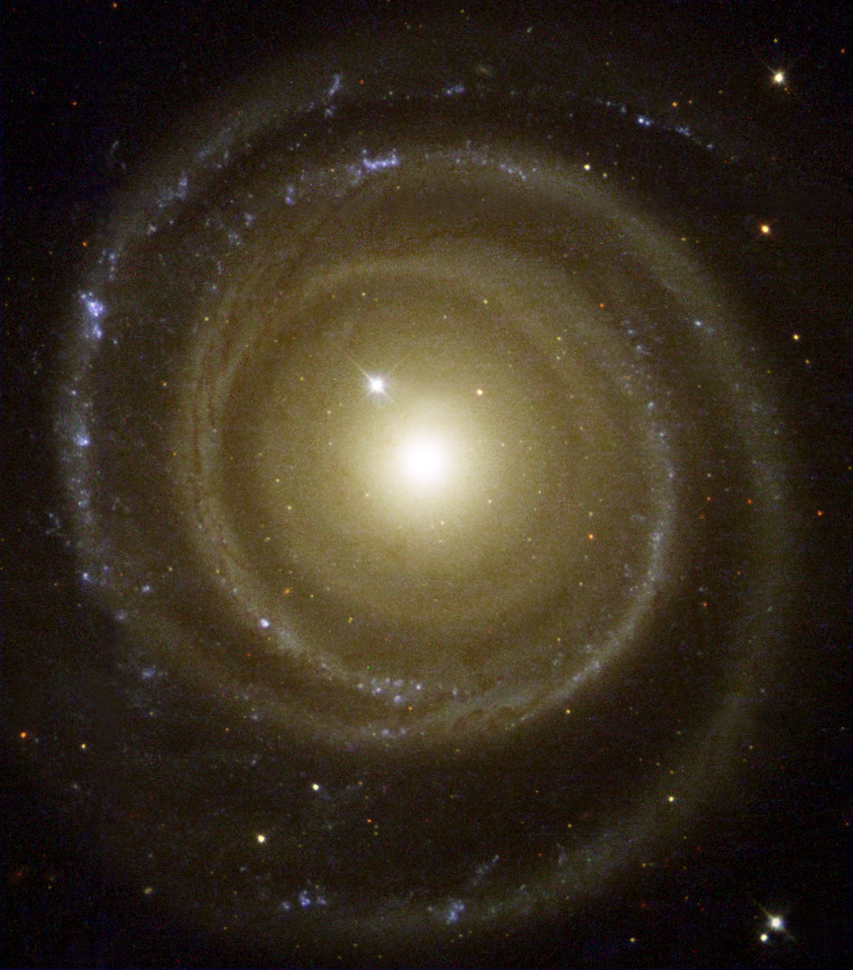
NGC 4622 par le télescope spatial Hubble.

NGC 4622 a été utilisée par Gérard de Vaucouleurs comme une galaxie de type morphologique SA(r)a dans son atlas des galaxies,.
La classe de luminosité de NGC 4622 est I.
À ce jour, deux mesures non basées sur le décalage vers le rouge (redshift) donnent une distance de 50,700 ± 29,274 Mpc (∼165 millions d'al), ce qui est à l'intérieur des valeurs de la distance de Hubble. En fait, une seule de ces deux mesures est à l'intérieur de la distance de Hubble, avec une valeur de 71,4 Mpc. L'autre mesure (30,0 Mpc) basée sur le diamètre de l'anneau est incohérente. Notons que c'est avec la valeur moyenne des mesures indépendantes, lorsqu'elles existent, que la base de données NASA/IPAC calcule le diamètre d'une galaxie et ici c'est sans doute erroné.

## Les étranges bras spiraux de NGC 4622

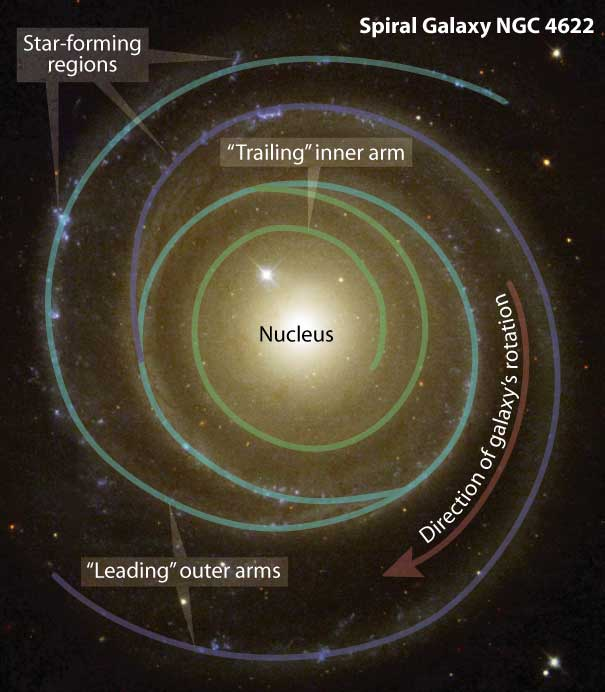
Les principaux composants de NGC 4622.

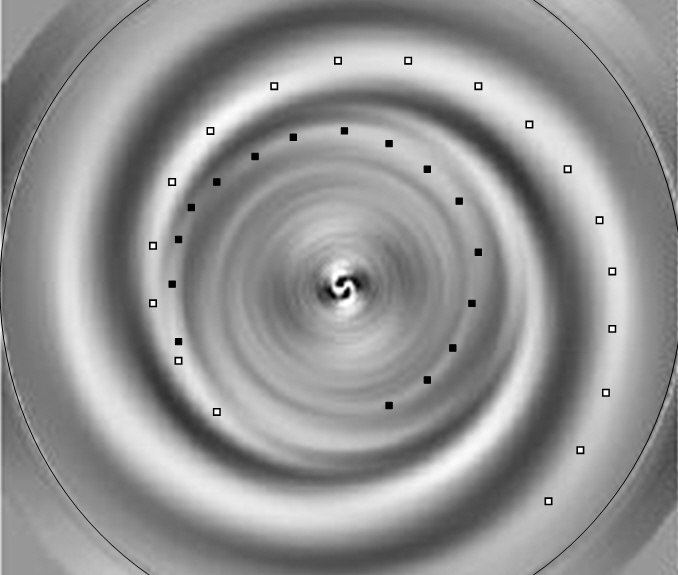
La transformé de Fourier montrant l'existence d'un paire externe de bras s'enroulant dans le sens horaire, soit le sens de rotation de la galaxie.

Selon une étude publiée en 2003, NGC 4622 possède un bras intérieur unique s'enroulant vers l'extérieur dans le sens antihoraire et une paire externe de bras s'enroulant vers l'extérieur dans le sens horaire. Quant au disque de la galaxie, il tourne dans le sens horaire.
NGC 4622 est donc un exemple de galaxie avec des bras spiraux « meneurs » (leading arms). On pensait que les bras spiraux des galaxies étaient tous traîneurs (trailing arms) et donc qu'ils s'enroulaient vers l'extérieur dans le sens opposé à la rotation de la galaxie. Cependant, dans NGC 4622 les bras extérieurs sont meneurs : ils s'enroulent dans le sens de rotation de la galaxie (voir le schéma). Cela vient peut-être d'une interaction gravitationnelle entre NGC 4622 et une autre galaxie ou le résultat d'une fusion entre NGC 4622 et un objet plus petit.
Cette galaxie possède également un seul bras spiral intérieur. On pensait auparavant que ce bras était aussi meneur, mais les observations montrant que les bras extérieurs étaient meneurs ont également établi que le bras intérieur traînait.
Ces résultats ont été accueillis avec scepticisme. Le fait qu'un paire de bras extérieurs puissent être meneurs n'était pas facile à accepter. Les objections étaient surtout basées sur le fait que le rougissement produit par la poussière et la silhouette des nuages ont été utilisées pour déterminer que les bras extérieurs étaient meneurs. Le disque de la galaxie est incliné à seulement 19° de la position vue de face rendant ainsi les effets de la poussière rapprochée ou éloignée difficiles à discerner. De plus, des grumeaux nuageux sont concentrés sur l'un des côtés du disque. Ces deux caractéristiques peuvent créer des résultats trompeurs.
Pour répondre à ces objections, les astronomes qui avaient découvert le phénomène ont réalisé une autre étude basée sur une méthode différente de celle de leurs précédents travaux.
Cette nouvelle méthode fait appel à la transformation de Fourier pour le traitement des images. Cette méthode n'utilise pas le rougissement de la poussière et les silhouettes des nuages. Grâce à cette méthode, les astronomes ont découvert deux nouveaux bras internes s'enroulant dans le sens anti horaire, soit le sens contraire à la rotation de la galaxie.. Cette méthode a aussi confirmé que la paire de bras externe s'enroule dans le même sens que la rotation de la galaxie et qu'ils sont donc des bras meneurs, caractéristique que l'on ne rencontre pas dans la plupart des galaxies spirales.

## Supernova
La supernova SN 2001jx a été découverte par R. Buta et G. G. Byrd de l'université de l'Alabama ainsi que par T. Freeman du Bevill State Community College (en) sur une image captée par le télescope spatial Hubble le 25 mai. Le type de cette supernova n'a pas été déterminé.

## Groupe de NGC 4709
Selon A.M. Garcia, NGC 4622 est un membre du groupe de NGC 4709 qui compte au moins 42 galaxies dont NGC 4616, NGC 4622B (=PGC 42852), NGC 4679 et NGC 4709.
Le groupe de NGC 4709 fait partie de l'amas du Centaure.